# Joachim Pasche

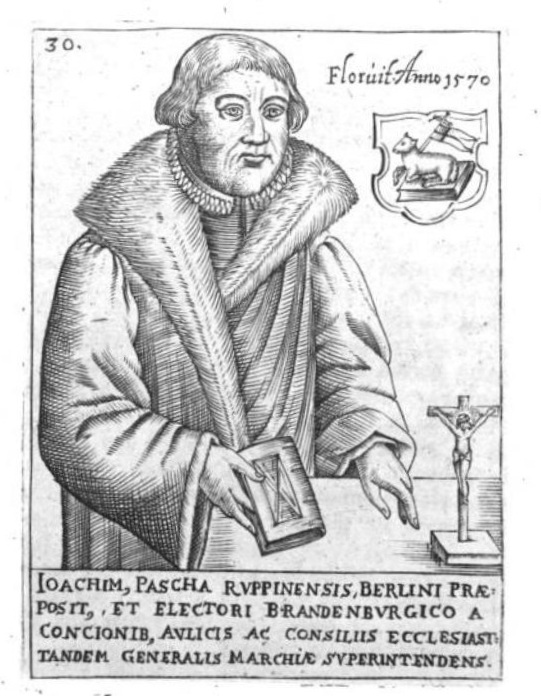
Joachim Pasche nach der Bilder-Sammlung von Martin Friedrich Seidel

Joachim Pasche (* 1527 in Neuruppin; † 30. August 1578 in Wusterhausen/Dosse) war ein evangelischer Geistlicher und Hofprediger in Brandenburg.

## Leben
Joachim Pasche war ein Sohn des Hauptmanns und Ökonomieverwalters Martin Pasche und dessen Ehefrau Gertrud Rehefeld. Er studierte in Brandenburg, Wittenberg und Frankfurt. Auf Empfehlung von Johannes Agricola wurde Pasche 1557 Hofprediger bei Kurfürst Joachim II. 1566 übernahm er das Amt des Propstes an der Berliner Nikolaikirche, das er jedoch 1576 wieder verlor, vielleicht durch Einwände von Andreas Musculus gegen Joachim Pasche wegen seines fehlenden Doktorgrades oder wegen der Verwandtschaft Pasches mit Anna Sydow, der Geliebten des Kurfürsten. 1576 wurde er als Inspektor (Superintendent) nach Wusterhausen geschickt.
Joachim Pasche war verheiratet mit Elisabeth Sydow, einer Tochter des Hautmanns Nicolai Sydow in Zossen.
Von folgenden Söhnen wird berichtet:
- Joachim (1563–1618), Pastor in Zittau
- Nicolaus († 1623)
- Martin (1565–1626), Jurist und Bürgermeister von Berlin
- Benedict (1568–1638)

Die ältere Schwester von Joachim Paschens Ehefrau Elisabeth war Anna Sydow, welche Mätresse des Kurfürsten Joachim II. war und mit ihm eine 1558 geborene Tochter, Magdalena von Brandenburg, Gräfin zu Arneburg, hatte. Diese, zuerst mit einem Grafen von Eberstein verlobt, wurde schließlich an den Hofrenteisekretär Andreas Kohl († 1605) verheiratet und verstarb 1610 kinderlos. Daher bedachte sie in ihrem Testament vor allem die Familie Pasche, welche also die Familie ihrer Tante mütterlicherseits war.